# Emdrup Sogn
Emdrup Sogn er et sogn i Bispebjerg-Brønshøj Provsti (Københavns Stift). Sognet ligger i Københavns Kommune; indtil Kommunalreformen i 1970 lå det i Sokkelund Herred (Københavns Amt). I Emdrup Sogn ligger Emdrup Kirke.
I Emdrup Sogn findes flg. autoriserede stednavne:
- Emdrup (bebyggelse, ejerlav)